# 常关税
常关税是清朝与中華民國大陸時期的一项商业税种。在水陆要道或商品集散地所设的税关，叫做常关，其所征收的税谓之常关税，实际上并不是指某一个独立的税种，而是对在设常关处所收税款的统称。

## 历史
明代在水陆要道或商品集散地设关征税，初分工关和钞关。工关以征收竹、木、柴、炭等税为主，收归工部管辖，所收税款供应该部作营缮费用，故称“工关”。成化七年曾在芜湖、荆州、杭州等地设局，清代初设临清、宿迁、龙江、芜湖、南新等五关，征收此税。明代曾先后在崇文门、漷县（正统十一年移至河西务）、临清、济宁、徐州、淮安、扬州、上新河（南京）、浒墅关、北新关（杭州）、九江 、金沙洲（武昌西南）、正阳关、芜湖等十二处设“钞关”，其中京杭大运河设八处钞关；主要是征船料税，只有临清、北新两关兼收货税。初用大明宝钞交纳商货税款，故名“钞关”。成化以后钞关折收银两。清代沿用，因这项税收归户部，所以又叫“户关”、“榷关”。顺治初，定各省关税，专差户部司员督征。康熙二年（1663年），全国钞关精简为大运河沿线的仪征、瓜州、淮安、济宁和天津五处，严禁征收附加。乾隆继位后，钞关数量激增，不仅水路要津增设钞关，陆路要地亦增设钞关，征收货物通过税，并将原先钞关所征船税与货物通过税，统称为关税。清代前期， 榷关税收仅次于田赋、盐税。道光二十一年，户关增加到二十四处，凡通过税关的一切货物均要纳税。所征税款分为正税、商税、船料税三种。正税在产地征收，商税按货物价格征税（从价计征），船料税则是按船的梁头大小征税。
鸦片战争后“五口通商”，通商口岸设立海关。为了区别于“洋海关”，原工关和户关统改为“常关”、“旧关”、“老关”，相应的钞关税也改称为“常关税”，以与“海关税”相区别。1901年签订的《辛丑条约》中，清政府作为偿付庚子赔款担保之一的常关税，即指距通商口岸五十里内的常关税，距洋关50里内的常关移交海关，这项税收管辖权落入海关税务司手中。辛亥革命时，分布在全国重要交通要道的常关有五十余个。
民国建立后，北洋政府财政部在各常关设“税务监督公署”。全国商会研究会1920年9月统计：“现时常关本关计四十三个，本关之下再设数分关及十余分关，分关下又有分卡。综计分关分卡约三百五十所，此时通商口岸五十里内例设常关十九处”。。1926年，全国常关发展到54个：
- 五十里内常关：津海、荆州、九江、江海、瓯海、闽海、潮海、梧州、山海、东海、芜湖、浙海、镇海、福海、厦门、江门、甘竹、琼海、北海、粤海等20个，其中12个既有五十里内常关、又有五十里外常关；8个只有五十里内常关；
- 五十里外常关：津海、山海、东海、江海、芜湖、闽海、厦门、浙海、瓯海、粤海、潮海、琼海等12个；
- 内地常关：崇文门、临清、淮安、扬由、凤阳、赣关、闽安、武昌、新堤、辰州、荆州、宝庆、潼关、嘉峪、夔关、成都、打箭炉、太平、浔州等19个；
- 沿边常关：张（家口）虎（杀虎口）多（伦）、塞北（归绥）、伊犁等3个

1927年12月2日南京国民政府财政部颁布 《修正常关征收考成条例》6章19条。1928年阎锡山的晋系统治绥远后，将杀虎口关和归绥的塞北关合并设立“厘金局”。1931年南京国民政府在取得了有限的关税自主权和实行了统税的两个条件下，废除常关制度和厘金制度。

## 纪念
临清运河钞关：始设于明宣德四年（1429年），宣德十年（1435年）升为“户部榷税分司”，明代万历年间，户部核定临清运河钞关年征收船料商税银8.3万两，居全国钞关之首，占大运河沿岸八大钞关课税额的四分之一。万历二十四年（1596年）实际征收税银117861两。1930年闭关。前后存续五百年。是世界文化遗产、2001年被列为第五批全国重点文物保护单位。2018年国家文物局审核通过《临清运河钞关环境整治施工方案》。2019年3月临清运河钞关甬道环境整治工程正式动工。钞关甬道长140米，是连接钞关后关与前关的通道。甬道环境整治内容主要包括钞关仪门前通往运河道路的恢复、两侧建筑整治、立面整治及绿化排水等。